# سفارة السويد في الهند
سفارة السويد في الهند هي أرفع تمثيل دبلوماسي لدولة السويد لدى الهند. تقع السفارة في وهي تهدف لتعزيز المصالح السويدية في الهند.

## وصلات خارجية
- قائمة سفارات السويد
- قائمة السفارات في الهند